# 31909 Chenweitung
31909 Chenweitung è un asteroide della fascia principale. Scoperto nel 2000, presenta un'orbita caratterizzata da un semiasse maggiore pari a 2,4452789 UA e da un'eccentricità di 0,1635368, inclinata di 2,14736° rispetto all'eclittica.